# مارغريت جي. غاسكوين
مارغريت جي. غاسكوين (بالإنجليزية: Marguerite J. Gascoigne)‏ (1 مايو 1916، درم في المملكة المتحدة - 24 سبتمبر 2004، شمال يوركشاير في المملكة المتحدة)؛ كاتِبة مُتخصِّصة في أدب الأطفال وروائية بريطانية.